# José Montilla i Aguilera
José Montilla i Aguilera (Iznájar, 15 januari 1955) is een Spaans politicus die anno 2012 in de senaat zetelt. In de periode 2006-2010 was hij president van de regio Catalonië.

## Levensloop
Montilla komt uit een gezin van Andalusische landarbeiders en heeft twee broers. Op zijn 16e verhuisde het gezin naar Catalonië in de hoop op een beter leven. Montilla ging rechten en economie studeren en moest daarbij werken om zijn studies te bekostigen. Het werd hem te moeilijk werk en studie te combineren en uiteindelijk moest hij het studentenleven opgeven. In de tussentijd werd hij actief in anti-franquistische organisaties en organiseerde manifestaties en bijeenkomsten in Baix Llobregat. In 1978 werd hij lid van de partij PSC.
Tijdens zijn politieke en bestuurscarrière was hij achtereenvolgens burgemeester van Cornellà de Llobregat, voorzitter van de staten van de provincie Barcelona, minister van industrie, toerisme en handel tijdens de achtste legislatuur onder Zapatero en president van de regio Catalonië.
Hij was de eerste president van de Generalitat de Catalunya die niet zelf in Catalonië is geboren en geen Catalaan is. Desalniettemin weet hij zich vloeiend in het Catalaans uit te drukken. Hij werd door de PSC voorgedragen voor het presidentschap toen zijn voorganger Pasqual Maragall, van dezelfde partij, aangaf niet herkiesbaar te zijn. In 2006 werd Montilla verkozen en beëdigd als president. Tijdens zijn presidentschap werd een nieuwe onderwijswet en een nieuwe wet omtrent de sociale diensten aangenomen en er kwam een nieuw financieringsmodel van Catalonië door de staat. Andere gebeurtenissen tijdens zijn presidentschap waren de Frankfurter Buchmesse met als thema de Catalaanse literatuur, de aanleg van een nieuwe terminal van de luchthaven van Barcelona en de hogesnelheidslijn tussen Barcelona en Madrid, en de bouw van een ontziltingsinstallatie in Baix Llobregat en de Ciutat de la Justicia in L'Hospitalet.
In november 2010 verloor de PSC de Catalaanse verkiezingen van CiU en moest Montilla de staf overdragen aan Artur Mas. Hij nam ontslag als secretaris-generaal van de partij en nam geen zitting meer in het Catalaanse Parlement. In plaats daarvan accepteerde hij de functie van senator in Madrid.
- Biblioteca Nacional de España: XX1719046
- Bibliothèque nationale de France: cb16172997s (data)
- Catàleg d'autoritats de noms i títols de Catalunya: 981058519820006706
- Gemeinsame Normdatei: 13900646X
- International Standard Name Identifier: 0000 0001 1476 9759
- Library of Congress Control Number: n2009035048
- Système universitaire de documentation: 125055870
- Virtual International Authority File: 87463067
- WorldCat: E39PBJyGWwC9fTvFyVyxkfMpT3